# Zypriotisches Arabisch
Zypriotisches Arabisch ist der innerhalb der Gemeinde der Maroniten Zyperns gesprochene arabische Dialekt.

## Geschichte
Der arabische Dialekt verdankt seine Existenz vier maronitischen Wanderungsbewegungen aus dem fruchtbaren Halbmond nach Zypern im 8., 10., 12. und 13. Jahrhundert und ist daher mit der libanesisch-syrischen Gruppe der arabischen Dialekte verwandt.
Zypriotisches Arabisch ist neben Armenisch (Westarmenisch) eine anerkannte Minderheitensprache in der Republik Zypern.
Aufgrund eines fortschreitenden Assimilationsprozesses ist der Dialekt vom Aussterben bedroht; die Angaben zur Zahl der heute noch zypriotisches Arabisch – vor allem im privaten Zusammenhang – sprechenden Personen schwanken zwischen 130 und 1400. Übereinstimmend wird jedenfalls berichtet, dass das Verbreitungsgebiet mittlerweile auf die Ortschaft Kormakitis beschränkt sei.
Wie die meisten arabischen Dialekte wird zypriotisches Arabisch ausschließlich gesprochen und nicht geschrieben. Bei einer Feldstudie, die Alexander Borg in den 1980er Jahren durchgeführt hat, war keiner der interviewten Sprecher des Dialekts der arabischen Schriftsprache mächtig.

## Charakteristika
- Konsonanten werden im Wortinneren stimmhaft, im Auslaut stimmlos (z. B: Hocharabisch katab(a) > kidep)
- Einfügung von k vor y
- Verlust der emphatischen Konsonanten ṣ, ḍ, ṭ und ẓ
- Ersetzung der meisten gebrochenen Pluralformen zugunsten der Endung -āt
- umfangreiche Adoption griechischen Vokabulars